# John Owen (Schachspieler)

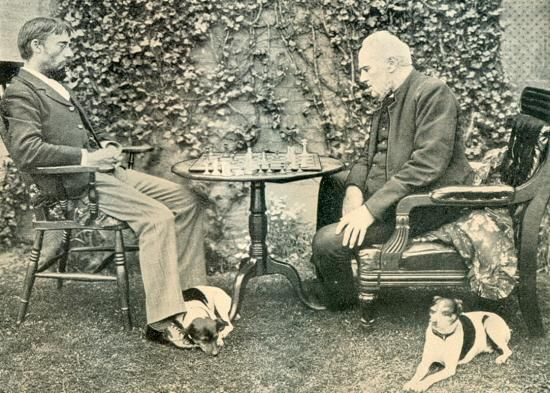
John Owen (rechts) gegen Amos Burn

John Owen (* 8. April 1827 in Marchington (Staffordshire); † 24. November 1901 in Twickenham) war ein britischer Schachspieler und Geistlicher.
Owen, von Beruf Vikar, zählte in der zweiten Hälfte des 19. Jahrhunderts zu den stärksten Schachspielern Großbritanniens. Er wurde 1858 in Birmingham Dritter vor Spielern wie Howard Staunton, Pierre St. Amant und Henry Bird. 1862 teilte er Platz drei mit George Alcock MacDonnell in London (vor Wilhelm Steinitz).
Owen spielte zahlreiche Wettkämpfe mit den Größen seiner Zeit. 1858 unterlag er dem sich auf Europa-Tournee befindlichen US-Amerikaner Paul Morphy in London mit 1:6 (+0 =2 −5). Bemerkenswert war an diesem Wettkampf, dass Morphy Owen eine Vorgabe von Bauer und Zug gab. 1860 spielte Owen einen Wettkampf gegen Ignaz Kolisch in Manchester unentschieden 4:4 (+4 =0 −4). 1875 unterlag er Amos Burn in London mit 7,5:12,5 (+6 =3 −11), nahm aber 1888 in Liverpool Revanche und besiegte ihn 5:3 (+5 =0 −3). 1878 unterlag Owen in Chislehurst dem Weltklassespieler Johannes Hermann Zukertort mit 1,5:9,5 (+0 =3 −8).
Nach Owen ist eine Schacheröffnung benannt, die Owen-Verteidigung.
Seine beste historische Elo-Zahl war 2583, damit war er im Juli 1877 Nummer 9 der Weltrangliste. 